# Rodrigo Caro
Rodrigo Caro (Utrera, octubre de 1573-Sevilla, 10 de agosto de 1647) fue un poeta, historiador, abogado y sacerdote católico del Siglo de Oro español.
En el siglo XIX Marcelino Menéndez Pelayo escribió sobre su vida y obra y señaló "sus merecimientos de arqueólogo y epigrafista, de topógrafo, de historiador civil y eclesiástico, de mitólogo, de bibliófilo, de filólogo clásico, de poeta latino y castellano y de excelente prosista en su propia lengua".

## Biografía

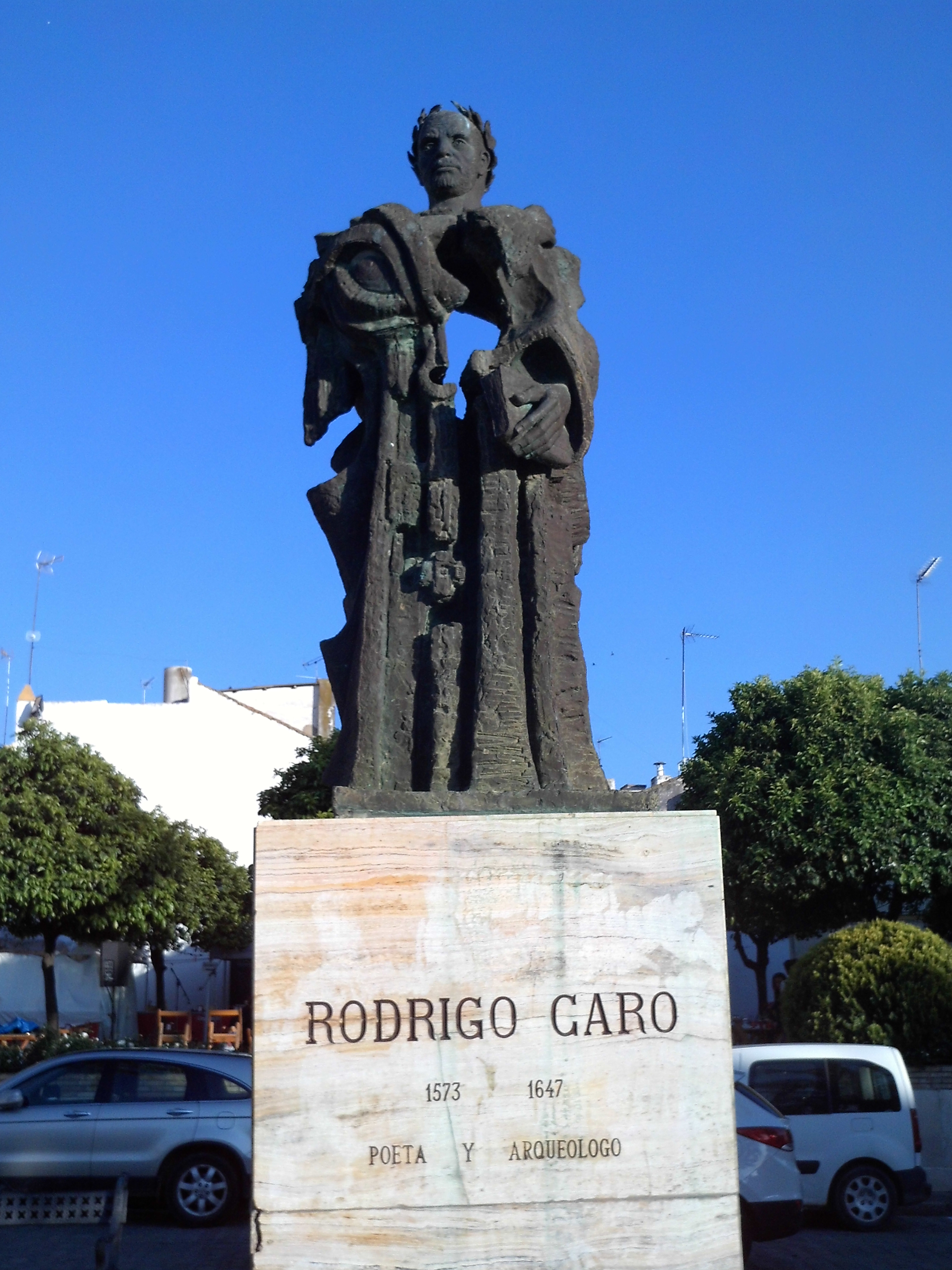
Monumento a Rodrigo Caro en Utrera.

Su padre fue Bernabé Sánchez de Salamanca y su madre Francisca Caro.
Rodrigo fue bautizado el 4 de octubre de 1573 en la Iglesia de Santiago de Utrera. Sin embargo, la mayoría de la familia Caro era de Carmona.
En 1590 comenzó a estudiar Cánones en la Universidad de Osuna. Tras la muerte de su padre, hacia 1594, residió en la casa de su tío abuelo, el sacerdote Juan Díaz Caro, en Sevilla, donde continuó sus estudios. En 1595 visitó por primera vez las ruinas de Itálica. Se licenció en 1596. Durante esta etapa en Sevilla escribió una elegía a su condiscípulo Juan de Robles y tuvo la oportunidad de conocer a los escritores Benito Arias Montano, Francisco Pacheco y Fernando de Herrera.
En 1598 ya había sido ordenado sacerdote y residía en Utrera con su familia. En 1602 obtuvo un beneficio eclesiástico en la Iglesia de Santa María de la Mesa de este municipio. Ejerció de abogado y dedicó su tiempo libre a escribir y a coleccionar antigüedades.
En 1604 terminó su obra Memorial de Utrera, que reelaboró en 1608. En 1604 y en 1608 incluyó en su memorial sendas versiones de su Canción a las ruinas de Itálica. También incluye poemas en latín sobre un milagro en el Santuario de la Virgen de la Consolación, sobre las mártires Úrsula y Eufrósine y sobre dos soldados muertos en la Guerra de Granada.
Existen un total de cinco versiones de su Canción a las ruinas de Itálica, escritas entre 1595 y 1614.
En 1610 participó con una canción en las justas poéticas que tuvieron lugar en Sevilla con motivo de la beatificación de Ignacio de Loyola, coincidiendo en el evento con Luis de Góngora. Esta canción de Caro fue publicada en la Relacion de la fiesta que se hizo en Sevilla a la beatificación del glorioso S. Ignacio fundador de la Compañía de Iesus (1610), realizada por Francisco Luque Fajardo.
En 1611 se publicó un Poema castellano de la historia de Nuestra Señora de Aguas Santas de Alonso Díaz con una esparsa laudatoria a este autor de Rodrigo Caro y un prólogo de su pariente Fernando Caro.
De esta época es también el soneto que dedicó al pintor y poeta Francisco Tamayo en la obra de este titulada Milagros y excelencias de la sacratissima Virgen Maria Nª Sª de Consolación de Utrera.
En 1614 fue abogado del concejo municipal de Utrera.
Hacia 1615 escribió su Romance al Sacramento y su Canción de amor a Cristo.
Desde 1615 fue patrono de una capellanía en la Iglesia de San Miguel de Sevilla, fundada por su tío Francisco Caro y por fray Baltasar de Mesa, pero renunció a ella en 1622 para dejársela a su hermano, el también sacerdote Bernabé.
En 1618 compuso una tercera versión de su canción a Itálica y un pequeño tratado sobre el apellido Caro. Este mismo año escribió una Silva a la villa de Carmona.
En 1619 fue censor de libros.
En 1620 fue nombrado por el arzobispo Pedro de Castro y Quiñones visitador general del arzobispado. El escritor Santiago Montoto de Sedas estudió las visitas realizadas por Rodrigo Caro entre 1622 y 1624, habiendo estado en Lepe, Cartaya, Moguer, Niebla, Osuna, Cañete la Real, Arcos de la Frontera, Lebrija, Las Cabezas de San Juan, Trebujena, Sanlúcar de Barrameda, Chipiona y Rota.
En un convento de monjas de Lebrija se encontró una tablilla de bronce que parecía representar a Cupido. Esta tablilla fue regalada a Rodrigo Caro, probablemente cuando visitó el municipio en 1623. Caro también tuvo conocimiento de una Venus de bronce encontrada en Utrera que había ido a parar a una casa de Sanlúcar de Barrameda. Rodrigo Caro escribió su poema Cupido pendulus, una composición de 168 versos dedicada a su amigo Sancho Hurtado de la Puente. El autor mezcla sus conocimientos de mitología, historia y arqueología. Habla de Cupido yendo a Cádiz para cumplir un voto que había hecho a Hércules y, por otro lado, Vulcano retiene a Venus por la aventura amorosa de esta con Marte.
En 1621 el arzobispo Pedro de Castro le nombró letrado de cámara. En 1622 publicó su obra Santuario de Nuestra Señora de Consolación. Antigüedad de la villa de Utrera dirigido a la Inmaculada y Purísima Concepción de la Virgen Nuestra Señora.
En 1624 conoció en Sevilla al escritor Francisco de Quevedo. En 1626 Caro le escribió una carta a Quevedo acerca de una riada del Guadalquivir.
El 6 de agosto de 1626 le dedicó su obra Días geniales o lúdricos a Fernando Afán de Ribera y Téllez-Girón, III duque de Alcalá de los Gazules y V marqués de Tarifa. En esta obra se describen 65 juegos corporales que se practicaban en la sociedad española del siglo XVII. También trata de la tauromaquia y sus orígenes. Fue publicada en 1884 en Sevilla por la Sociedad de Bibliófilos Andaluces. En 1978 Jean Pierre-Etienvre realizó una nueva edición, en dos volúmenes, basándose en las copias antiguas con un estudio preliminar y notas, que fue publicada en Madrid por Espasa-Caple.
En una carta a su amigo Sancho Hurtado del Puente, escrita en Utrera en junio de 1627, le habla de su traslado a vivir a Sevilla y de cómo mandó en un carro a esta ciudad sus antigüedades. Se instaló en una finca sevillana llamada La Maya. Para el historiador José Beltrán Fortes, la Sevilla del siglo XVII acusaba de cierta decadencia económica y social, habiendo perdido el auge cultural del siglo anterior. El periodo en que vivió el erudito Rodrigo Caro es la transición entre el Manierismo y el Barroco.
En la colección arqueológica de Rodrigo Caro había esculturas marmóreas, bronces, inscripciones, cerámica, monedas, restos arquitectónicos, etc. Caro realizó aportaciones sobre epigrafía, sobre todo en relación con la historia local. En la Real Academia de la Historia de Madrid se conserva un manuscrito de Rodrigo Caro sin fechar titulado Inscripciones antiguas del Arzobispado de Sevilla vistas en los annos de 1621-1625.
En Sevilla asistía, junto con el pintor Francisco Pacheco y el poeta Juan de Arguijo, a la tertulia del III duque de Alcalá de los Gazules en el palacio conocido como Casa de Pilatos. También asistía a las tertulias que tenían lugar en el taller del pintor Francisco Pacheco.
A finales del siglo XVI el jesuita Jerónimo Román de la Higuera redactó falsos cronicones atribuyéndolos a Flavio Lucio Dextro, Marcos Máximo, Braulio de Zaragoza y Heleca. Rodrigo Caro tuvo conocimiento de esto en 1618 y creyó en su autenticidad. Con base en este cronicón escribió el poema Baetis urbs siue Utricula, publicado en 1620 tras la Relación de inscripciones y Antigüedad de la villa de Utrera.
El 11 de noviembre de 1619 el cabildo municipal de Utrera acordó solicitar el rezo a los supuestos mártires utreranos descritos en las falsas crónicas: Estratón, Rufino, Rufiniano, Severo y Artemidoro. El 19 de noviembre el vicario y el clero de Utrera acordaron lo mismo y nombraron valedor de la causa a Rodrigo Caro. El 22 de junio de 1620 el rezo a estos santos mártires fue aprobado gracias a un memorial de Rodrigo Caro.
En Utrera se hicieron numerosos gestos en honor de los supuestos mártires utreranos. Se nombró a una calle Mártires y se creó una Hermandad de los Mártires. En la Iglesia de Santa María de la Mesa se colocaron imágenes de Estratón y Artemidoro y en la Capilla de los Mártires de la Iglesia de Santiago se colocó un cuadro de Estratón. También se colocaron imágenes de los martirios en el retablo mayor de la iglesia de los jesuitas. Por otro lado, hubo muchos niños bautizados con los nombres de estos, como Estratón o Rufino.
Rodrigo Caro atribuyó los errores y disparates de las falsas crónicas a adiciones espurias posteriores y preparó una edición anotada en latín. La portada tiene la fecha de 1627 pero fue impresa en 1626. El libro se tituló Flavii Luci Dextri V. C. Omnimodae Historiae, quae extant Fragmenta, cum Chronico M. Maximi, et Helecae, ac S. Braulionis Caesaraugustanorum Episcoporum, Notis Rudeciri Cari Baetici illustrata. En 1627 el monje cisterciense Francisco Bivar editó otra versión del falso cronicón en Lyon que fue reeditada en 1640, 1651 y 1846.
En julio de 1627 escribió un Romance al Ldo. Juan de Robles en la posesión del beneficio de La Membrilla.
En 1628 terminó un manuscrito sobre los dioses antiguos de Hispania, titulado Veterum Hispaniae Deorum Manes sive Reliquiae, que dedicó en 1629 al III marqués de Estepa.
En 1628 Rodrigo Caro y Juan de Salinas fueron nombrados por el arzobispo Diego de Guzmán y Haro visitadores de conventos de monjas de Sevilla. Ese mismo año, el arzobispo nombró a Rodrigo vicario general, así como juez de la Iglesia y letrado de fábricas. En 1631 consta que era censor de libros y en 1632 consultor de la Inquisición.
En agosto de 1632 hubo un enfrentamiento del provisor Juan de Ribera con la Real Audiencia por el cobro de unos impuestos reales. El provisor fue desterrado y dejó su cargo de juez eclesiástico a Rodrigo Caro, que era juez de testamentos. Rodrigo Caro se negó a levantar el entredicho de Juan de Ribera, razón por la cual fue desterrado a Portugal el 10 de septiembre. Obtuvo el perdón y pudo regresar a Sevilla el 12 de septiembre.
El 28 de enero de 1633 el arzobispo Gaspar de Borja y Velasco le nombró juez de testamentos, letrado de fábricas y miembro de la Junta de Gobierno del Arzobispado, cargo en el que figura hasta 1636.
En 1634 se imprimió su obra Antiguedades y principado de la ilustrissima ciudad de Sevilla y Chronographia de su convento iuridico o antigua chancilleria, dedicada al conde-duque de Olivares, que incluía una Silva a Sevilla antigua y moderna. Ese mismo año Quevedo le dedicó a Rodrigo Caro la obra Nombre, origen, intento, recomendación y descendencia de la doctrina estoica.
Entre 1634 y 1635 hay tres cartas de Francisco de Rioja sobre pretensiones de Rodrigo Caro, que posiblemente hagan referencia a su intento de obtener una capellanía real.
El 4 de noviembre de 1634 pasó a él la capellanía de la Iglesia de San Miguel, tras la muerte de su hermano Bernabé.
En 1641 murió Tomás Tamayo de Vargas, cronista de Indias, y Rodrigo Caro intentó ocupar este cargo, sin éxito.
El de 30 de julio de 1645 el arzobispo Agustín de Spínola Basadone lo nombró visitador de hospitales y cofradías, examinador general y miembro del Consejo del Arzobispado. Este mismo año tuvo que renunciar a la capellanía de la Iglesia de San Miguel, porque no podía atenderla.
En 1646 figura de nuevo como censor. Este año se le intensificó una enfermedad hepática.
El 5 de agosto de 1647 otorgó testamento, falleciendo cinco días después, a los 73 años.
Martín Vázquez Siruela escribió que había animado a Rodrigo Caro a escribir un libro sobre personajes ilustres de diversas épocas mientras él escribía otro. Caro no pudo acabarlo porque falleció. El manuscrito original de esta obra de Caro se ha perdido pero se conservan tres copias: dos en la Biblioteca Colombina de Sevilla y otra en la Real Academia de la Historia de Madrid. Los personajes que aparecen son: Trajano, Adriano, Silio Itálico, Teodosio, san Isidoro de Sevilla, san Fulgencio, Redempto de Sevilla, Félix de Sevilla, Velasco, Vera o Vero, Avicena, Geber, antiquísimas escuelas de Sevilla, Fortunio García, Pedro Mejía, Sebastián Fox Morcillo, Bartolomé de las Casas, Pedro de Quirós, Pedro Vélez de Alcocer, Alfonso García Matamoros, Juan de Mal Lara, Gonzalo Ponce de León Ribera, Benito Arias Montano, Gonzalo Argote de Molina, Álvaro de Braganza, Jerónimo de Chaves, Fernando de Herrera, Pedro de Medina, Pedro Ponce de León, Diego de León, Juan de Pineda, Diego Ruiz de Montoya, Fernando de Guzmán Mexía, Baltasar del Alcázar, Juan de la Cueva, Mateo Alemán, Diego Girón, Francisco Pacheco, Diego de Ávila, Pedro de Valderrama, Juan Farfán, Hernando de Santiago, Luis de Rebolledo, Pedro Maldonado de la Barrera, Marcelina, Ana Caro de Mallén, Juan de Arguijo, Juan de Salinas y Castro, Gaspar Vélez de Alcocer y Juan de Lugo y Quiroga. Hay diversas fuentes indirectas sobre el título que Caro quiso dar a esta obra. Diego Ignacio de Góngora, que conoció y copió el manuscrito original, dijo que el título era Varones insignes en letras naturales de la ilustrísima ciudad de Sevilla, aunque se describe a un par de mujeres y no todos los varones que aparecen son sevillanos.
El 22 de agosto de 1527 el notario Juan López Román hizo inventario y valoración de la biblioteca personal que tenía Rodrigo Caro en Sevilla. Consta que tenía 521 obras. También visitaba con frecuencia las bibliotecas de sus amigos Juan de Arguijo, Juan de Torres, Gómez Bravo (según Caro, la mejor de Sevilla) y el III marqués de Estepa. La mayoría de los libros son de autores clásicos, mayoritariamente latinos, y cuando son griegos están traducidos al latín. También tenía libros de autores renacentistas, como Antonio de Nebrija y Abraham Ortelius. En su biblioteca también había libros religiosos y de derecho.

## Obras

### Prosa
Entre sus obras en prosa se encuentran:
- Memorial de Utrera (1604, reelaborado en 1608)[7]
- Tratado de la antigüedad del apellido Caro (1618)[7]
- Relación de las inscripciones y antigüedad de la Villa de Utrera (Osuna, 1620)[3]
- Santuario de Nuestra Señora de Consolación. Antigüedad de la villa de Utrera dirigido a la Inmaculada y Purísima Concepción de la Virgen Nuestra Señora (Osuna, 1622)[16]
- Días geniales o lúdicros (1626)[17]
- De los nombres y sitios de los vientos
- Veterum Hispaniae Deorum Manes sive Reliquiae (1628)[24]
- Antigüedades y principado de la Ilustrísima ciudad de Sevilla y corografía de su convento jurídico o antigua Chancillería (Sevilla, 1634)[25][32]
- Varones insignes en letras naturales de la ilustrísima ciudad de Sevilla (1647)[31][33]

### Poesía
Entre sus poemas se encuentran los siguientes:
- Canción a las ruinas de Itálica[34]
- Glosa a Ignacio de Loyola[35]
- Canción a Ignacio de Loyola[35]
- Romance al Sacramento[8]
- Canción de amor a Cristo[8]
- Oda a la Virgen de las Veredas de Utrera[7]
- Esparsa a Alonso Díaz[36]
- Silva a la villa de Carmona[37]
- Silva a Sevilla antigua y moderna[37]
- Baetis urbs siue Utricula[38]
- Romance al Ldo. Juan de Robles en la posesión del beneficio de La Membrilla[8]
- Cupido pendulus[2]

En el 2000 el historiador Joaquín Pascual Barea publicó en Sevilla la obra Rodrigo Caro. Poesía castellana y latina e inscripciones originales, donde analiza los poemas de este autor.